# Salomon Langleben
Salomon Langleben (ur. 1862 w Warszawie, zm. 8 lutego 1939 w Warszawie) – polski szachista, czołowy gracz warszawski początku XX wieku.

## Życiorys
Prawdopodobnie ukończył w Warszawie gimnazjum i na początku lat 90. XIX wieku opuścił ziemie polskie, by odbyć podróże po Europie i Ameryce Północnej. W czasie tych podróży realizował pasje szachowe; w Paryżu uczestniczył w życiu słynnej kawiarni Café de la Régence, w USA grywał m.in. z młodymi talentami dyscypliny, z przewagą odpowiednich for pokonując Franka Marshalla czy Williama Napiera. Przeciwnikami Langlebena bywali również przedstawiciele świata polityki. W 1894 warszawianin wygrał turniej szachowy w Buffalo.
U schyłku XIX wieku Langleben wrócił do Warszawy, włączając się do raczkującego jeszcze miejskiego życia kawiarnianego szachów. Popularny pod przydomkiem „Amerykanin”, od 1899 należał do Warszawskiego Towarzystwa Zwolenników Gry Szachowej, latem kolejnego roku odnosząc zwycięstwo w małym turnieju tego klubu. W decydującym pojedynku pokonał wówczas Aleksandra Flamberga, z którym w kolejnych latach regularnie rywalizował o zwycięstwa turniejowe w Warszawie. Większość tych spotkań kończyła się sukcesem Flamberga, Langleben mógł się natomiast pochwalić licznymi zwycięstwami m.in. nad Janem Kleczyńskim, Janem Kopczyńskim oraz innymi graczami polskimi czy przebywającymi gościnnie w Warszawie szachistami rosyjskimi.
W latach 1909–1917 miał okazję ośmiokrotnie zmierzyć się ze słynnym Akibą Rubinsteinem; dwie partie zdołał zremisować, w pozostałych odchodził od szachownicy jako pokonany. W okresie tym, korzystając z obecności Rubinsteina w Warszawie, stoczył też kilka partii z mistrzami o międzynarodowej renomie, m.in. ponownie z Marshallem, Henrykiem Salwe, Gerszem Rotlewim i Jefimem Bogolubowem. Znaczący sukces Langleben osiągnął w 1911, na wszechrosyjskim turnieju amatorów w Petersburgu dzieląc 4-5. miejsce. Rok później identyczną lokatę zajął w turnieju Łódzkiego Towarzystwa Zwolenników Gry Szachowej.
Po I wojnie światowej ograniczył występy turniejowe, grywając niemal tylko partie towarzyskie w kawiarniach. Wyjątek uczynił w 1924, kiedy zajął 8-9. miejsce w turnieju Warszawskiego Towarzystwa Zwolenników Gry Szachowej; w 1925 rozegrał ponadto trzypartiowy, w efekcie remisowy mecz z Kazimierzem Makarczykiem. Zmarł po długiej chorobie w lutym 1939 w wieku 77 lat, żegnany w nekrologach jako „najstarszy mistrz szachowy w Polsce”.
Specjaliści zaliczali go do „szachistów-praktyków”, o niewielkim przygotowaniu teoretycznym, ale dużym polocie. W komentarzach, jakie napisano po efektownym zwycięstwie Langlebena w turnieju petersburskim w 1911 nad Piotrem Romanowskim, porównywano jego styl do gry Franka Marshalla.